# Гјер Чуанг Алуонг
Гјер Чуанг Алуонг (енгл. Gier Choung Aloung) је министар унутрашњих послова у Влади Јужног Судана. На позицију је постављен 10. јула 2011. од стране председника државе и премијера Салве Кира Мајардита. Мандат министра је у трајању од пет година. Претходно је обављао функцију министра телекомуникација и поштанског саобраћаја у периоду 2005-2009. у Влади Аутономног региона Јужни Судан. Има војни чин мајора.